# إمبراطورية كورلاند

كورلاند ومستعمراتها.

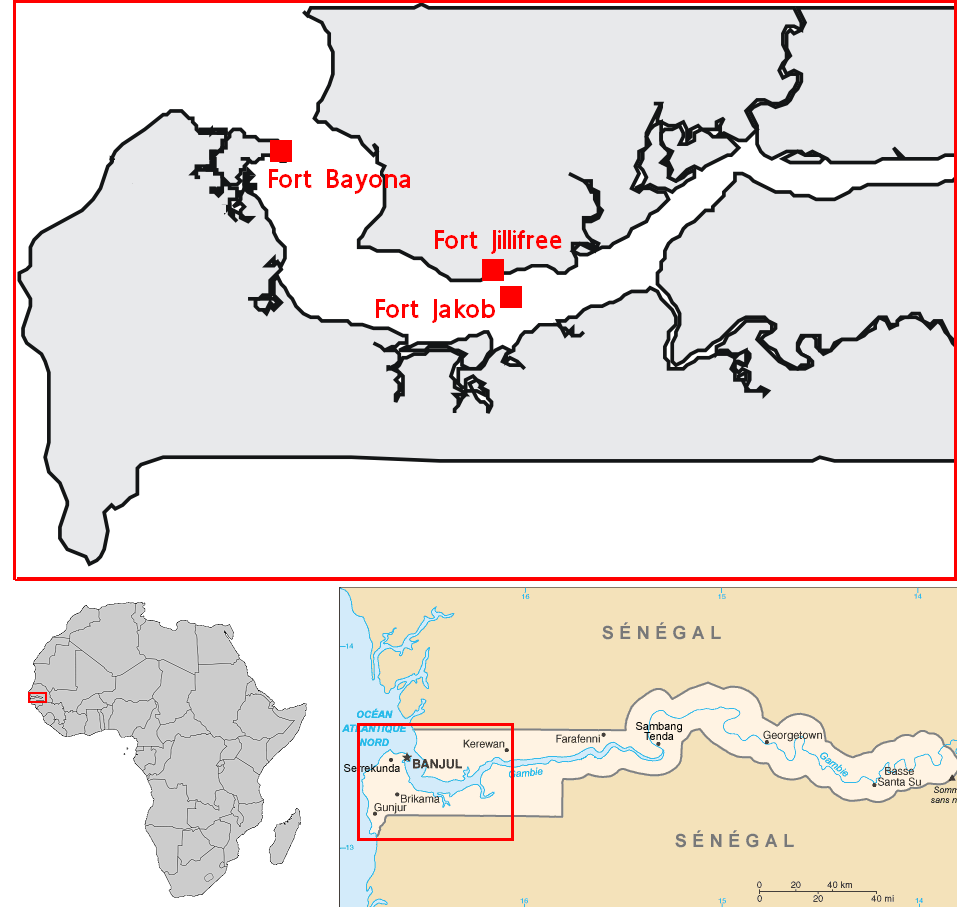
حصون كورلاند الاستعمارية في غامبيا.

إمبراطورية كورلاند هي جزء من تاريخ كورلاند .

## تاريخ
جاء إنشاء دوقية كورلاند عام 1561 عقب الحرب الليفونية ( 1558 - 1583 ). تعرضت ليفونيا للدمار وكان آخر قائد هو جوتهارد كيتلر وهو أحد أخوة السيف الليفوبيون، الآن دوق ، يقبل وضع تابع الكومنولث البولندي الليتواني ، الفائز في هذه الحرب وأحد أعظم القوى الأوروبية في ذلك الوقت.

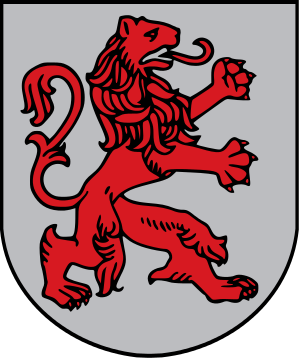
شعار النبالة لدوقية كورلاند في عهد جوتهارد كيتلر.

يسمح هذا التحالف للدوقية بالتطوير ومحو ويلات الحرب. في عام 1642 ، أصبح جاكوب كيتلر دوقًا، ثم شهدت الدوقية ذروتها الاقتصادية من خلال تطوير علم المعادن وبناء السفن (إنشاء موانئ فينتسبيلس وليبايا ) والجيش. يقرر كيتلر الاستفادة من أسطوله لبناء إمبراطورية استعمارية، علامة على القوة والثروة.
في عام 1637 ، تم احتلال جزيرة توباغو ، لكن المستوطنين سرعان ما دخلوا في صراع مع المستوطنين الهولنديين الآخرين الذين جاءوا أيضًا لاحتلال الجزيرة. في أفريقيا ، احتل الساحل الغامبي في جزيرة كونتاكينتي في عام 1651 وقاموا بتطوير التجارة مع جزر الهند الغربية في توباغو .
ومع ذلك، فإن الحرب الشمال الثانية ( 1658 - 1660 ) منعت الدوقية من إرسال مستوطنين جدد، مما أدى إلى خسارة غامبيا ( 1661 ). بعد وفاة جاكوب كيتلر عام 1681 ، أُجبر خلفاؤه، متوسطي المستوى والمبذرون، على بيع توباغو إلى البريطانيين لسداد ديونهم.

## المستعمرات
كورلند هي أصغر واقل سكانا من الدول المستعمرة من الحقبة الحديثة المبكرة مع اسثناء من مستعمرات فرسان الأسبتارية في الأمريكيتين ب 000 200 نسمة وبمساحة 226 27 كم2 .

### أفريقيا
- غامبيا ( 1650 - 1661 )

جزر ترينيداد وتوباغو.

  - Fort Bayona on Île Sainte-Marie (بالقرب من بانجول )
  - حصن يعقوب في جزيرة كونتاكينتي
  - حصن جيليفري في الجفورة

### الأمريكتان
- نيو كورلاند ( توباغو ، 1638-1689)
  - كورلاند باي ( 1638 - 1650 )
  - جيكابا بيلسيتا ( جيمستاون الحالي، 1654 - 1659 ؛ 1668 ؛ 1680 - 1683 ؛ 1686 - 1690 ).